# Raphaël Confiant
Pour les articles homonymes, voir Confiant.
Raphaël Confiant, né le 25 janvier 1951 au Lorrain, en Martinique, est un écrivain français d'expression créole et française.
Il est doyen de la faculté des lettres et sciences humaines de l'Université des Antilles et de la Guyane entre 2013 et 2018.

## Biographie
Diplômé de l'Institut d'études politiques d'Aix-en-Provence, (section « Relations Internationales ») et d'anglais à la Faculté des Lettres de cette même ville, il y a fait ses études supérieures entre 1969 et 1974. De 1982 à 1985, il est professeur de lycée et secrétaire de la section éducation de la CSTM En 1986, il obtient un DEA (Diplôme d'études approfondies) en linguistique à l'Université de Rouen avant de présenter un Doctorat en Langues et Cultures Régionales sur le créole écrit à l'Université des Antilles et de la Guyane en 1997. En 2009, il est qualifié aux fonctions de professeur des universités en anthropologie biologique, ethnologie et préhistoire et en cultures et langues régionales (sections 20 et 73 du CNU).
Raphaël Confiant est également traducteur d'ouvrages jeunesse, depuis l'anglais vers le français. En 1994, il figure dans la « Honour List » de l' IBBY, catégorie Traduction.

## La passion pour la langue créole
En 1979, Raphaël Confiant publie le tout premier roman écrit en créole martiniquais, Jik dèyè do Bondyé. Par la suite et cela jusqu’en 1987, il publiera trois autres romans ainsi qu’un recueil de poèmes, tous écrits également en créole. Ce n’est qu’en 1988 avec son roman consacré à la Deuxième Guerre Mondiale à la Martinique, Le Nègre et l’Amiral que Confiant écrira désormais en français, connaissant un réel succès porté par le Mouvement de la Créolité et son manifeste Éloge de la Créolité coécrit avec Jean Bernabé et Patrick Chamoiseau.
Devenu maître de conférences en «Langues et Cultures Régionales-Option Créole» à l’Université des Antilles et de la Guyane, il devient un membre actif du GEREC (Groupe d’Études et de Recherches en Espace Créole) que dirigera pendant près de quatre décennies le Pr Jean Bernabé. Au sein de l’équipe, R. Confiant est chargé des publications et notamment des trois revues Espace créole (linguistique et sociolinguistique), Mofwaz (didactique du créole) et TEX Textes-Etudes-Documents (littérature).
Raphaël Confiant est, dans les années 1990, l’un des principaux acteurs de la lutte menée pour que le Ministère de l’Éducation nationale français crée un CAPES de créole à l’instar de ce qui existait déjà depuis trois décennies pour l’occitan ou le breton. Ce concours est créé en 2000 alors que Jack Lang occupe le poste de ministre de l’Éducation Nationale. Une année avant, Raphaël Confiant s’est chargé de préparer des «Guides du CAPES de créole» afin de préparer les tout premiers candidats à ce concours. 12 Guides sent publiés, notamment La Graphie créole de Jean Bernabé qui légitime du même coup le système créé au milieu des années 1970 par ce dernier, système qui s’est imposé aujourd’hui dans les Petites Antilles (Guadeloupe, Dominique, Martinique, Sainte-Lucie) et en Guyane avec de légères variantes ici et là.[réf. nécessaire]

## Prises de positions controversées
En 2006, Raphaël Confiant publie un texte de soutien à Dieudonné M'bala M'bala, dans lequel il désigne les juifs par le vocable « Innommables ».
Proche du mouvement des Indigènes de la République et ayant apporté son soutien à Houria Bouteldja, il soutient également en 2008 leur appel à la Marche décoloniale du 8 mai et appelle en janvier 2009 les « différents gouvernements à rompre sans délai toute relation diplomatique avec l’entité sioniste » à la suite de la guerre de Gaza de 2008-2009. Élisabeth Roudinesco revient dans Soi-même comme un roi, Essai sur les dérives identitaires (2021) sur la dérive de Raphaël Confiant en ce qui concerne les identités métisses.

## Œuvres

### En langue créole

#### Romans
- Bitako-a, 1985 (Chimères d'En-Ville, 1996)
- Kòd Yanm, 1986 (Le gouverneur des dés, 1995)
- Marisosé, 1987 (Mamzelle Libellule, 1995)

#### Divers
- Jou Baré, poèmes, 1977
- Jik dèyè do Bondyé, nouvelles, 1979 (La lessive du diable, 2000)
- Dictionnaires des titim et sirandanes[15], 1998
- Jik dèyè do Bondyé[16], 1998
- Le Galion, 2000
- Dictionnaire des néologismes créoles, 2001
- Dictionnaire créole martiniquais-français, 2007
- Moun-Andéwò a, 2012
- Blogodo, lexique, 2013
- Les mots du Covid, dictionnaire, 2021

### En langue française

#### Romans
- Le Nègre et l'Amiral, 1988, Prix Antigone, (L'histoire se déroule aux Antilles, à l'époque de la Dissidence au régime de Vichy)
- Eau de café, 1991, Prix Novembre
- L'Allée des Soupirs, 1994, Prix Carbet
- La Vierge du Grand Retour[17], 1996
- Le Meurtre du Samedi-Gloria, 1997, Prix RFO du livre
- Mamzelle Libellule, 1997
- L'Archet du colonel, 1998
- Brin d'amour, 2001
- Morne Pichevin2002
- La Panse du chacal[18], 2004, Prix des Amériques insulaires et de la Guyane
- Adèle et la Pacotilleuse, 2005
- Trilogie tropicale, 2006
- Nègre marron, 2006
- Case à Chine, 2007
- Les Ténèbres extérieures, 2008
- Black is Black, 2008
- Le Chien fou et le Fromager, 2008
- L'Hôtel du Bon Plaisir, 2009
- La Jarre d'or, 2010
- Citoyens au-dessus de tout soupçon, roman policier, 2010
- Du rififi chez les fils de la veuve, roman policier, 2012
- Rue des Syriens[19], 2012
- Les Saint-Aubert, L'en-allée du siècle 1900-1920, 2012
- Bal masqué à Békéland, roman policier, 2013
- Le Bataillon créole, 2013
- Les Saint-Aubert, Les trente-douze mille douleurs 1920-1940, 2014
- Citoyens au-dessus de tout soupçon..., roman policier, 2014
- Madame St-Clair, reine de Harlem, Paris, Mercure de France, juin 2015. 336 pp.
- Du rififi chez les fils de la veuve, roman policier, 2017
- L'épopée mexicaine de Romulus Bonnaventure, 2018 (ISBN 978-2-7152-4409-2)[20],[21]
- L'Enlèvement du mardi gras[22], roman policier, Paris, 2019, éd. Écriture, 342 p.,  (ISBN 978-2-3590-5289-3)
- Grand Café Martinique, 2020, éd. Mercure de France, 320 p.,  (ISBN 978-2-7152-4967-7)
- Deux détonations, roman policier, 2020, Caraïbéditions,  (ISBN 978-2-3731-1075-3)
- Du Morne-des-Esses au Djebel, 2020, Caraïbéditions, 422 pages  (ISBN 978-2-3731-1071-5)
- La Muse ténébreuse de Charles Baudelaire, 2021, éd. Mercure de France, 272 p.
- Le bal de la rue Blomet, 2023
- Marie-Héloïse, fille du Roy, 2024, éd. Mercure de France, 288 p.,  (ISBN 978-2-7152-6297-3)

#### Essais
- Éloge de la créolité, 1989 (avec Jean Bernabé et Patrick Chamoiseau)
- Lettres créoles: tracées antillaises et continentales de la littérature (1635-1975), 1991
- Aimé Césaire, une traversée paradoxale du siècle, 1993

#### Récits
- Ravines du devant-jour, 1993, Prix Casa de las Américas 1993
- Un voleur dans le village, traduit de l'original anglais (Jamaïque) de James Berry, 1993, Prix de l'International Books for Young People
- Commandeur du sucre, 1994
- Bassin des ouragans, 1994
- La Savane des pétrifications, 1995
- Le Gouverneur des dés, 1995
- La baignoire de Joséphine, 1997
- Aventures sur la plante Knos, traduit de l'original anglais (Jamaïque) d'Evan Jones, 1998
- Régisseur du rhum[23], 1999
- La Dernière Java de Mama Josépha, 1999
- Le Cahier de Romance, 2000
- Nuée ardente[24], 2002
- Le Barbare enchanté[25], 2003

#### Contes
- Les Maîtres de la parole créole, 1995
- Contes créoles, 1995
- Contes créoles des Amériques, contes, 1995

#### Divers
- Le Galion, Canne, douleur séculaire, ô tendresse!, album, en collaboration avec David Damoison 2000, Prix du livre insulaire, catégorie beaux-livres
- Chronique d'un empoisonnement annoncé, (Collectif), 2007
- Chlordécone 12 mesures pour sortir de la crise, (Collectif), 2007
- L'Emerveillable Chute de Louis Augustin et autres nouvelles 2010
- Nouvelles des mondes créoles, nouvelles (Collectif)[26], 2013
- Décembre 2015. Une nouvelle page de l'histoire de la Martinique, (Collectif), actualité/histoire, 2016
- L’insurrection de l’âme. Frantz Fanon, vie et mort du guerrier-silex, 2017

## Prix et distinctions
- 1993, 2016 : Prix Casa de las Américas (Cuba)[27]
- 1997 : Prix RFO du livre pour Le Meurtre du Samedi-Gloria
- 1994 : (international) « Honour List »[7] de l' IBBY, catégorie Traduction, pour sa traduction depuis l'anglais de A thief in the village de James Berry : Un voleur dans le village
- 1994 : Prix Carbet de la Caraïbe et du Tout-Monde pour L'allée des Soupirs
- 1989 : Prix littéraire des Caraïbes pour Le nègre et l'amiral